# 仁比山神社

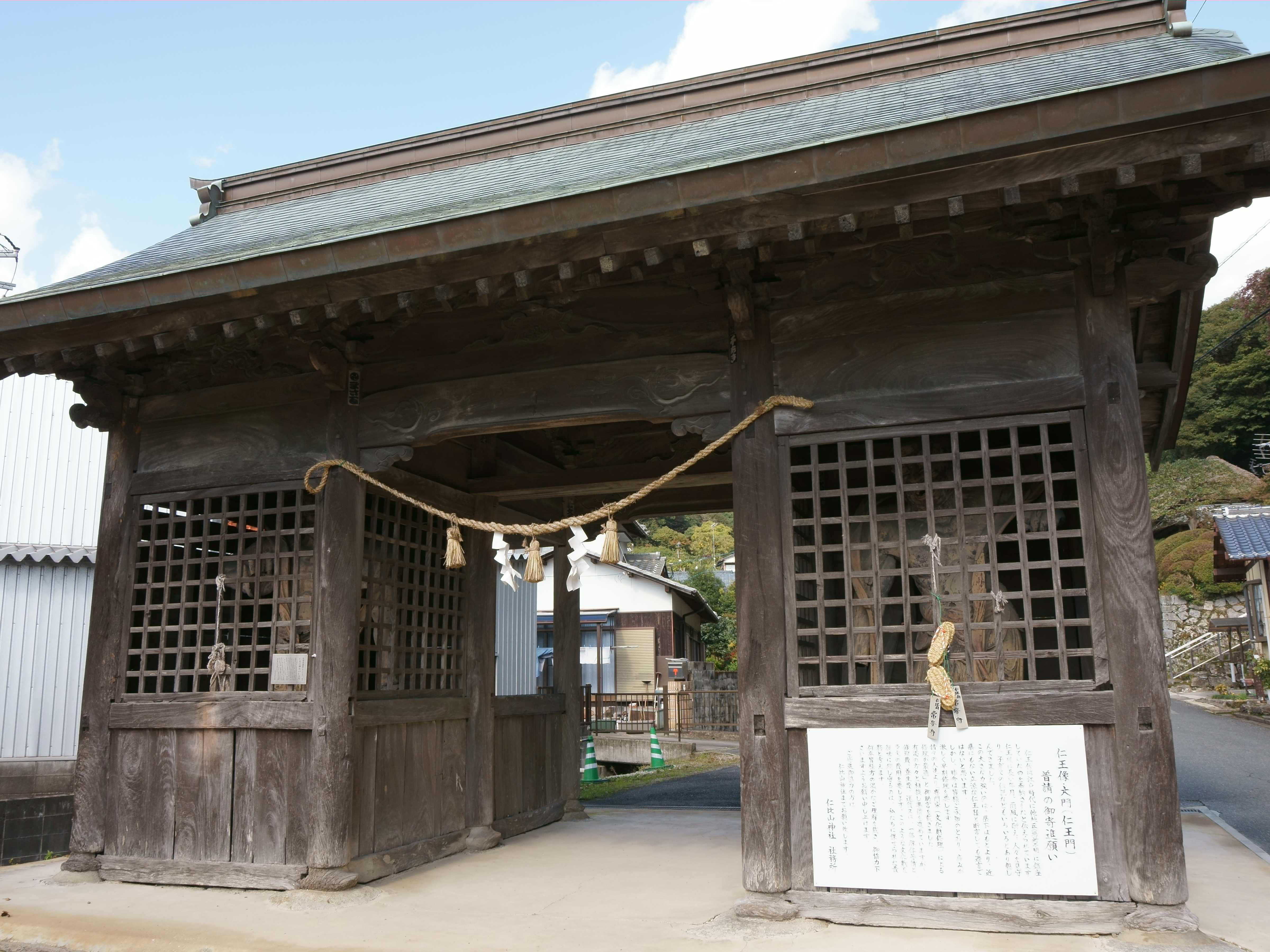
仁王門

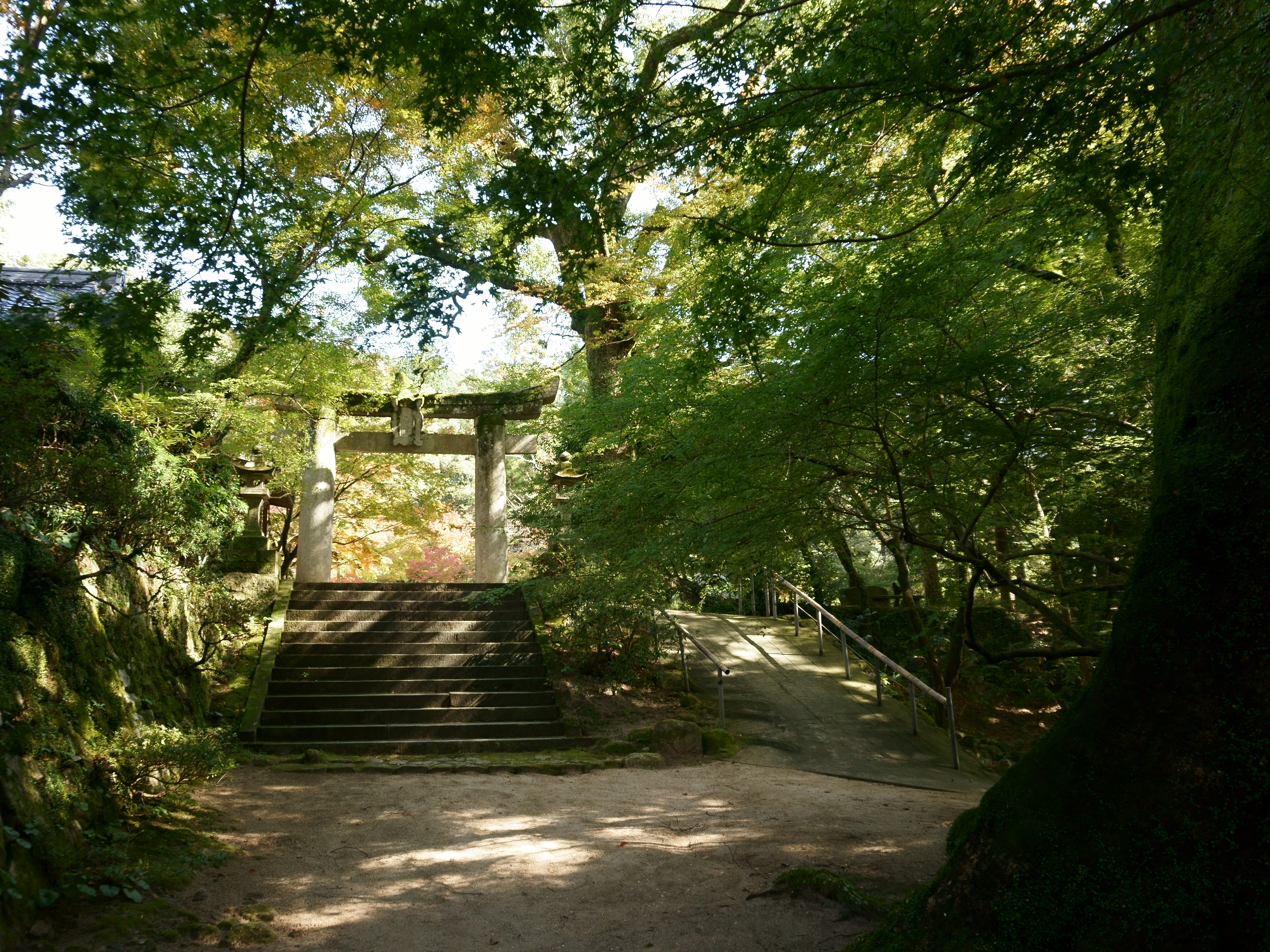
二の鳥居と楠

仁比山神社（にいやまじんじゃ）は、佐賀県神埼市神埼町的にある神社。旧社格は県社。

## 歴史
社伝によれば、天平元年（729年）この地に松尾大社を勧請したことを創始とする。その後承和11年（844年）に慈覚大師が唐から戻る際この地に立ち寄り、土中より日吉宮の額を発見したことを朝廷に奏上したところ、比叡の神威を感じた仁明天皇の命により近江坂本の日吉宮の御分神を合祀し朝廷の祈願所とした。そのときにこの地を仁明天皇の「仁」と比叡山の「比山」を併せて「仁比山」としたとされている。
従前は日吉神社、日吉社、また神宮寺として仁比山護国寺を併設し、山王権現、山王社と称していた。参道一の鳥居は「山王権現」、二の鳥居は「日吉宮」の扁額。
国司や探題により社領や神田の寄進が行われたとされるが、文書の多くは兵火で失われている。残存する「仁比山神社文書」の古いものでは、正平16年興澄という者が神埼荘の屋地を寄進した記録がある。康正元年に大内教弘、文明17年に少弐政資がそれぞれ社領等を安堵している。永禄2年（1559年）大友宗麟の来攻の際に社殿は焼失したが、佐賀藩藩祖鍋島直茂・初代藩主勝茂親子の援助により再建された。江戸時代には、藩が営繕費用を負担し藩主が祭礼に代参を遣わすなど佐賀藩の庇護を得ており、大門（仁王門）前の鳥居は延宝2年（1674年）鍋島光茂が寄進している。
明治4年（1871年）に神仏分離令により仁比山護国寺と分離し日吉神社となった。この年村社に列せられたが、のち大正5年には県社に列せられている。1910年（明治43年）に仁比山村内の13社を、翌1911年（同44年）9月には村内の白角折社をそれぞれ合祀（神社合祀令）、同年10月に仁比山神社と改称した。なお、白角折社は後に旧地に復座している。
境内社として現在は松尾宮、松森稲荷神社を置く。

## 文化財

### 無形民俗文化財
- 「御田舞」（おんだまい）（「仁比山神社の御田舞」として佐賀県重要無形民俗文化財に指定、指定日:1959年3月20日）[5]

12年に1度、申年の初申の日から13日間（4月頃）行う「大御田祭」の中で奉納される。平安時代に猿を神使とする大津市の日吉大社から伝わった。当社および下宮である十禅師社にそれぞれ舞台を建てて行う。「御田歌」および演奏とともに種籾蒔き、田植えなどの所作が演じられる。豊作を願うもので、かつては口伝で受け継がれていたが現在は映像記録を利用している。御田役者と呼ばれる出演者は48名で、かつては申年生まれの男性が担った。神社と住民が組織した「御田舞保存会」が継承を担っている。

### 有形文化財
- 金剛力士像（神埼市（旧神埼町）の指定文化財（重要文化財））

参道入口の仁王門に安置されている、右が阿形・左が吽形の2体1対の金剛力士（仁王）像。共に高さ3メートル余りの木像で、胴体と頭は1本のクスノキから切り出されている。直立に近い姿勢で腰帯が太く古様であることなどから制作時期は平安時代まで遡る可能性があり、九州でも最古級の仁王像となる。ただ、両腕は後世の補作で当初の作風とはやや異なった印象を与え、眉や額も中世に小材を貼り付けて補修されている。
- 仁比山神社文書（神埼市（旧神埼町）の指定文化財（重要文化財））[2][9]。
- 仁王門（佐賀県遺産） - 元来は仁比山護国寺の山門であったと考えられているが、現在は仁比山神社が管理を担う。寛文年間（1661-1673年）の建立と推定され、3間1戸の八脚門の特徴を持つ。古くは瓦葺屋根で、1980年（昭和55年）の改修で銅板葺きになった。もとは門前を通る県道三瀬神埼線の道路上にあって、同県道の建設に伴って移設されている[2][9][10][11]。

### 天然記念物
- 仁比山神社のクスノキ（神埼市（旧神埼町）の天然記念物）[9]

## 周辺

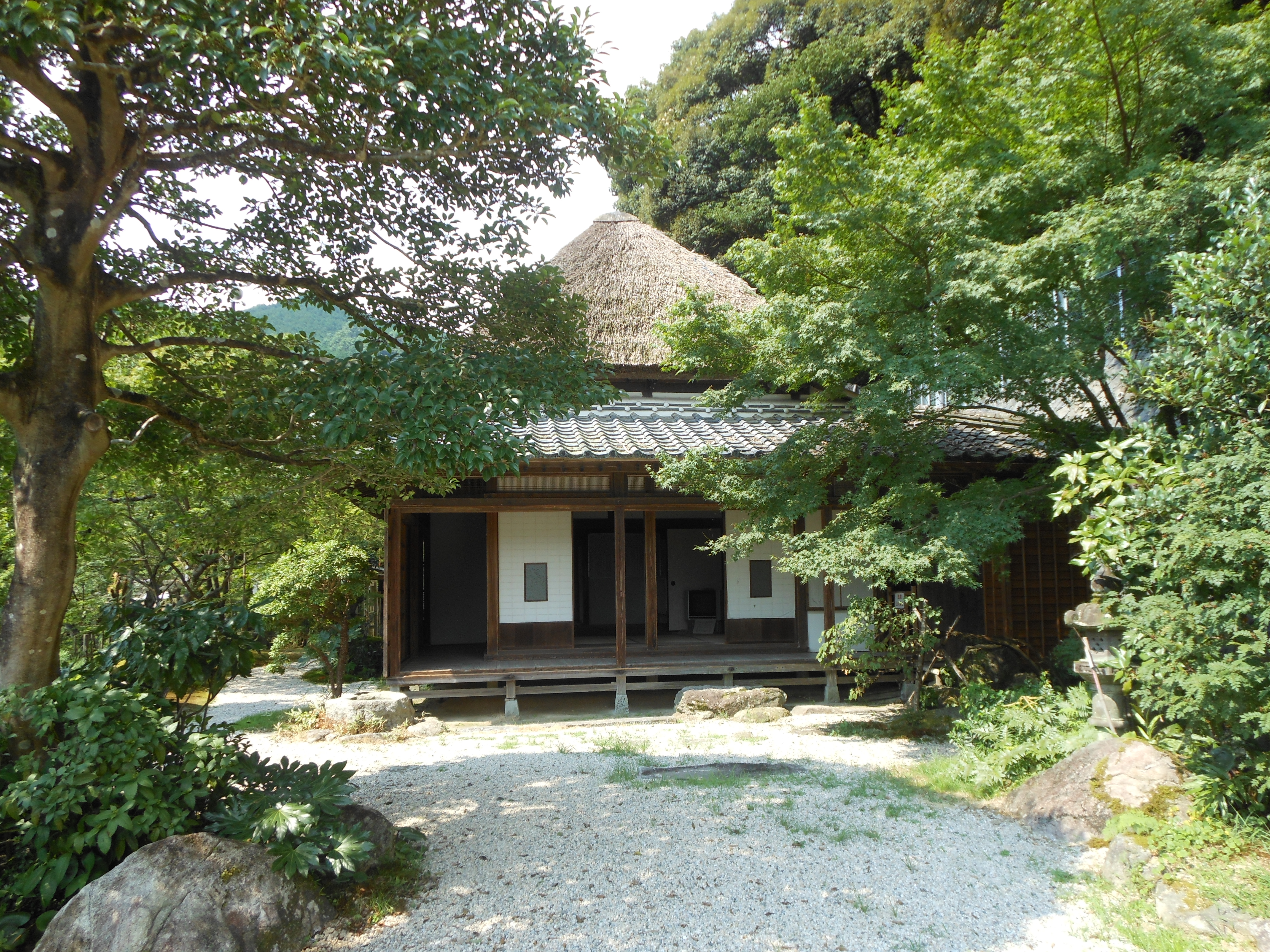
伊東玄朴旧宅

仁王門を経由して参道を上っていくと、右手の宅地の中の高台に伊東玄朴旧宅がある。宅地を過ぎると突き当たりの参道石段と右手の車道に分かれ、その間に神社駐車場がある。右手に進むと仁比山地蔵院でその奥が神社境内。石段を進むと左手に九年庵があり、突き当たって社務所下の石垣に沿い右に進むと広場に出て、その北の石段の先に仁比山神社社殿が鎮座する。
- 仁比山地蔵院 - 宮域の南に隣接。
- 九年庵 - 宮域の西に隣接。
- 仁比山城跡 - 神社の北方に所在し、南北朝時代に主に九州探題側に属した山城[12]。
- 伊東玄朴旧宅 - 幕末-明治期に西洋医学の導入に貢献した伊東玄朴の生家。父の執行重助は仁比山不動院の被官を務めており、生家は神社参道の東側に所在する。佐賀県の史跡に指定[1][9][13]。
- 十禅師社 - 仁王門の南東。日吉山王七社権現のひとつで、仁比山神社の下宮。大御田祭はここにも下り奉納される[14]。